# الکساندر جورج وودفورد
الکساندر جورج وودفورد (انگلیسی: Alexander George Woodford؛ ۱۵ ژوئن ۱۷۸۲ – ۲۶ اوت ۱۸۷۰) فرد نظامی اهل پادشاهی متحد بریتانیای کبیر و ایرلند بود. وی همچنین برندهٔ جوایزی همچون نشان حمام شده‌است.